# 麦田河金线鲃
麦田河金线鲃（学名：[Sinocyclocheilus maitianheensis] 错误：{{Lang}}：文本有斜体标记（帮助），又譯麥田河金線魮）为輻鰭魚綱鯉形目鲤科金线鲃属的其中一種鱼类，體長可達9.4公分。分布於亞洲中國。该物种的模式产地在云南省宜良县麦田河，南盘江支流。

## 扩展阅读
維基物種上的相關：麦田河金线鲃